# Magouliana
Magouliana este un oraș în Grecia în prefectura Arcadia.